# Kashima Antlers
O  Kashima Antlers F.C. (em japonês: 鹿島アントラーズ, transl. Kashima Antorāzu) é um clube de futebol japonês. A equipe participa da primeira divisão japonesa, e é o clube mais vezes campeão da J-League, tendo conquistado oito títulos.

## História

### Inicio
Até 1992, antes da criação da J-League, o Antlers se chamava Sumitomo Metals e atuava na JSL, uma espécie de segunda divisão amadora. Ao ser promovido para a J-League, então, mudou o nome para Kashima Antlers F.C. A mudança foi desde o escudo até as cores (o uniforme que era azul foi para vermelho), mudou o mascote do clube chegando à versão utilizada até hoje.
Além disso iniciou a reforma do seu estádio, o Kashima Soccer Stadium. Hoje chamado de Estádio Kashima.

### Era J-League
Com a subida de divisão e o início do futebol profissional no clube, o  Antlers montou um time de respeito para 1992. Contratou o Milton Cruz, ex-São Paulo e o volante Carlos Alberto Santos, ex-Botafogo. Mesclou com jogadores japoneses que fizeram história e se tornaram ídolos no clube, como: Yasuto Honda, Hisashi Kurosaki e Yoshiyuki Hasegawa, todos vindos do Honda F.C e a estrela brasileira Zico.
A primeira temporada boa. Venceu a "Copa Muroran" e chegou à semifinal da J-League, sendo eliminado para o Verdy Kawasaki. Por pouco não passou, pois Zico teve um gol anulado nos momentos finais do jogo. Esta temporada foi um marco no futebol do Japão e principalmente da torcida do Antlers, que lotou o estádio durante toda temporada.
Na Copa do Imperador, o time chegou até as quartas de final. O destaque do time foi com certeza Zico, que fez 10 gols em 11 partidas seguidas e no total fazendo 21 gols no ano de 1992.

### Kashima Soccer Stadium

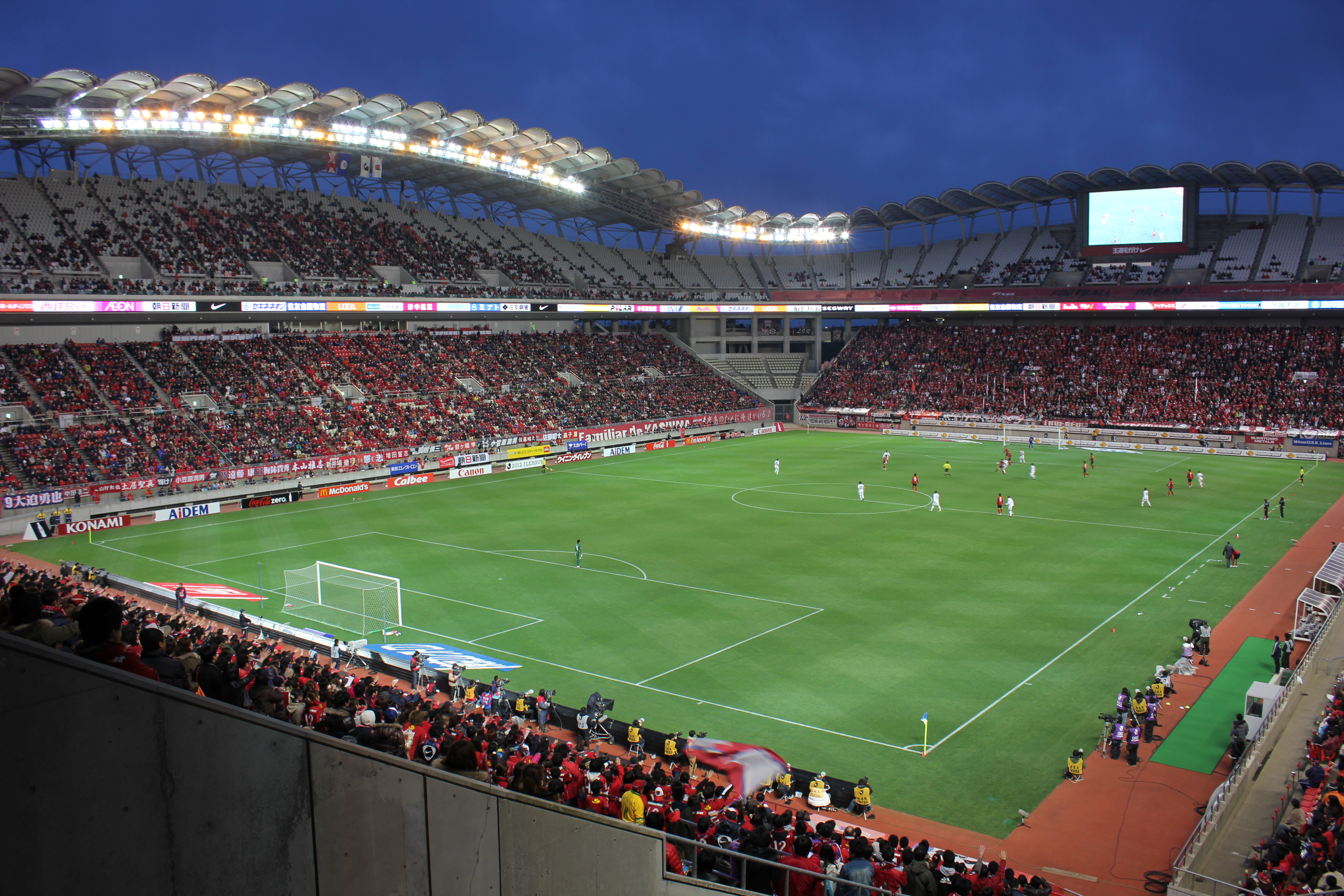
Kashima stadium.

Em 5 de Abril, antes da estreia da J-League de 1993, o Kashima Antlers inaugurou o Kashima Soccer Stadium. O jogo foi contra o Fluminense. Com uma bela atuação de Zico e companhia, o Kashima Antlers venceu por 2x0. Zico marcou neste jogo seu gol 800°. O segundo gol foi marcado por Alcindo.

### A Primeira Final da J-League
Campeão do primeiro turno com méritos (mesmo sem ser favorito), onde Zico brilhou, o Kashima Antlers F.C, decidiu em janeiro de 1994 a J-League contra o Verdy Kawasaki.
Os jogos foram em 09 e 16 daquele mês. O primeiro jogo não teve a presença de Zico, machucado. No final das contas, com goleiro do Verdy Kashima Masaaki Furukawa fazendo verdadeiros milagres, o jogo terminou com um 2x0 para os Verdes.
No segundo jogo o Antlers tinha necessidade de vencer para levar o jogo para os penaltis. Depois de um sufoco no primeiro tempo, Alcindo dominou no peito e chutou, abrindo o placar para o lado vermelho. O jogo se encaminhava para as penalidades, quando faltando 8 minutos para o fim, o juiz Shizuo Takada marcou um penal inexistente para o Verdy. Zico irritado com a decisão e com uma cotovelada que havia levado de Bismarck sem ter sido nada marcado, literalmente cuspiu na bola em protesto. Acabou expulso.
O astro do Verdy Kazu marcou o gol e decretou o vice campeonato ao Kashima.
Após o jogo Zico em entrevista disse: "Foi um negócio vergonhoso. A gente já sabia que ia acontecer. Deram quatro pênaltis contra nós. Um absurdo! Foi a primeira vez em que fui expulso por problema de arbitragem. Cuspi no chão. Era um ato de protesto. Fui roubado."

### Primeira J-League
Após a decisão de 1993, o Kashima só voltou a disputar o título em 1996. Já sem Zico e em um novo modo de disputa (por pontos corridos, onde em caso de empate o jogo iria aos penaltis. Ou seja, sempre havia um vencedor).
O Antlers montou novamente um grande time. Com estrelas os Tetra-Campeões Mundiais Jorginho e Leonardo, a revelação Atsushi Yanagisawa, o líder da defesa Yutaka Akita, o lateral "agudo" Naoki Soma e o artilheiro Yoshiyuki Hasegawa. Tinha como treinador outro brasileiro, João Costa.
O time passou quase todo campeonato dividindo a liderança com o Júbilo Iwata, do capitão do Mundial de 1994, Dunga. Na 27º rodada, o encontro entre os clubes terminou nos penais, com a vitória do Antlers. Um passo importante para o título.
Na 29º rodada, com uma vitória contra o Nagoya Grampus, o time sagrou-se campeão pela primeira vez.

### Tríplete (2000)
Com Zico na diretoria, veio a contratação de Toninho Cerezo para o comando do time. Impedido de atuar no Kashima Soccer Stadium, que estava em obras para a Copa do Mundo FIFA de 2002, o Antlers mandou seus jogos no Estádio Nacional de Tóquio.
O time era baseado em revelações, como Koji Nakata, Mitsuo Ogasawara, Masashi Motoyama, Takayuki Suzuki e Atsushi Yanagisawa.
O primeiro título foi a Copa da Liga Japonesa (ou Nabisco Cup). A final foi disputada contra o Kawasaki Frontale . Vitória de 2x0, com gols de Koji Nakata e Bismarck de pênalti. O 2º Stage chegou. Na final contra o Kashiwa Reysol, o empate bastava. Graças ao goleiro Daijiro Takakuwa o 0x0 deu aos vermelhos o 1º título do ano.

#### O segundo era a J-league
A final foi disputada em 2 jogos contra o Yokohama F·Marinos, do eterno camisa 10 dos Samurais Blues, Shun Nakamura. Na ida, um 0 a 0, já na volta, Takayuki Suzuki, Akira Narahashi e Koji Nakata decretaram o 3 a 0 para o Kashima Antlers.

### Oswaldo e o Tri da J-League
Zico novamente indicou um brasileiro para treinar o Antlers: Oswaldo de Oliveira. Com a chegada dele o Kashima viveu um período de glórias.
J-League 2007, numa final de temporada emocionante, o Antlers garantiu o título apenas na última rodada. Depois de um mau início de campeonato, o time de Takuya Nozawa, Yuzo Tashiro, Masashi Motoyama, Shinzo Koroki, do eterno Ogasawara e do craque brasileiro Danilo, conseguiu o 10º título de expressão no Japão, sendo 5 J-League, 2 Copa do Imperador e 3 Nabisco Cup.
J-League 2008 (bicampeonato), com uma temporada incrível de Marquinhos, o Antlers conquistou pela segunda vez consecutiva o campeonato. Marquinhos foi o artilheiro e o craque da temporada. A decepção ficou por conta da prematura saída nas Quartas de Final da Liga dos Campeões da Ásia.
J-League 2009 (tricampeonato), o primeiro time a conseguir o feito. O Kashima Antlers só conseguiu o título no último jogo, contra o Urawa Reds, fora de casa. Shinzo Koroki, de peixinho, marcou o gol que sagrou o marco máximo na história do clube.

### 2010 em diante
No comando de Jorginho, a equipe vem instável, sempre ocupando a parte baixa da tabela, não empolga, muito menos lembra as equipes vitoriosas do passado. Apesar da conquista de um torneio internacional, a Copa Suruga Bank de 2012 ao bater a Universidad de Chile nos pênaltis e erguer mais um feito em sua gloriosa história, a equipe não retomou a confiança de que tanto precisa. O time se juntou então a Jubilo Iwata e Tokyo FC como os clubes japoneses campeões da Copa Suruga Bank. Além da conquista da Copa da Liga Japonesa de 2012, onde confirmou o favoritismo, ao bater na prorrogação, o Shimizu S-Pulse. No final da temporada, a diretoria optou pela não renovação contratual, sendo assim, mais uma vez Jorginho deixou o clube.
No retorno de Toninho Cerezo, a equipe caiu nas fases anteriores da Copa da Liga Japonesa, onde era o detentor desse título, além de conquistar o segundo título da Copa Suruga Bank, ao bater o São Paulo por 3 a 2.
Em 2016, tornou-se o primeiro time asiático a disputar uma final do Mundial de Clubes da FIFA, ao ganhar do Atlético Nacional, na semifinal, por 3 a 0. Na grande final disputada em Yokohama, o Kashima Antlers foi vice-campeão ao ser derrotado pelo Real Madrid por 4 a 2 na prorrogação (o 2 a 2 no tempo normal é o melhor desempenho nos 90 minutos de um vice-campeão da competição), sendo a segunda vez que o time europeu leva dois gols numa final do torneio (o primeiro time a fazer mais de um gol foi o Boca Juniors, quando perdeu de 4 a 2, sem prorrogação, para o Milan, em 2007).

## Elenco
Atualizado em 18 de Agosto de 2024.
Legenda
- : Capitão
- : Jogador suspenso
- : Jogador lesionado

## Títulos
| INTERCONTINENTAIS | INTERCONTINENTAIS        | INTERCONTINENTAIS | INTERCONTINENTAIS                              |
|                   | Competição               | Títulos           | Temporadas                                     |
| ----------------- | ------------------------ | ----------------- | ---------------------------------------------- |
|                   | Copa Suruga Bank         | 2                 | 2012, 2013                                     |
| CONTINENTAIS      |                          |                   |                                                |
|                   | Competição               | Títulos           | Temporadas                                     |
|                   | Liga dos Campeões da AFC | 1                 | 2018                                           |
|                   | Copa do Leste Asiático   | 1                 | 2003                                           |
| NACIONAIS         |                          |                   |                                                |
|                   | Competição               | Títulos           | Temporadas                                     |
| Japão             | J1 League                | 8                 | 1996, 1998, 2000, 2001, 2007, 2008, 2009, 2016 |
| Japão             | Copa do Imperador        | 5                 | 1997, 2000, 2007, 2010, 2016                   |
| Japão             | Copa da Liga Japonesa    | 6                 | 1997, 2000, 2002, 2011, 2012, 2015             |
| Japão             | Supercopa do Japão       | 6                 | 1997, 1998, 1999, 2009, 2010, 2017             |
| Japão             | Copa Suntory Series      | 1                 | 1993                                           |

 Campeão Invicto

## Campanhas de Destaque
- Vice-campeão: Mundial de Clubes da FIFA: 2016
- Vice-Campeão: Copa Suruga Bank: 2016